# Habitatge a l'avinguda Catalunya, 88 (Cervera)
Habitatge a l'avinguda Catalunya, 88 és una obra de Cervera (Segarra) protegida com a Bé Cultural d'Interès Local.

## Descripció
Edifici cantoner amb planta baixa -ocupada per diversos establiments comercials- i tres pisos, separats visualment per motllures. La façana principal -la d'avinguda Catalunya- segueix una composició de dos eixos vertical, amb balcons d'arc de llinda i barana de ferro forjat. La façana lateral, en canvi, té una composició de tres eixos vertical, amb el balcó al centre i dues finestres flanquejant-lo. L'accés a l'habitatge es fa des d'una porta situada entre els dos locals comercials dels baixos de l'avinguda Catalunya. En el tram final de la façana lateral del carrer Victòria, s'hi obre una porta cotxera que, al seu torn, dona accés al pati de l'habitatge. Aquest espai és de secció rectangular i el pla de la façana que el delimita, presenta diferents obertures disposades de forma irregular, així com un parell de terrasses i balcons. El parament de les façanes és arrebossat, exceptuant alguns elements decoratius i de caràcter estructural, com les motllures que separen cadascuna de les plantes, o els carreus remarcats als extrems de la façana principal i a les cantoneres. La coberta és de dos aiguavesos amb el carener paral·lel a la façana principal. L'element més característic de l'edifici és el fet que mentre la façana principal és rematada amb una cornisa simple, la façana lateral està coronada per un tester mixtilini, de perfil ondulat.